# Victim of Love (chanson d'Erasure)
Singles de Erasure
It Doesn't Have to Be
(1987) The Circus
(1987)
Clip vidéo
[vidéo] « Victim of Love », sur YouTube
Victim of Love est une chanson du duo britannique Erasure extraite de leur deuxième album studio, intitulé The Circus et sorti (au Royaume-Uni) le 30 mars 1987.
Le 18 mai 1987, sept semaines après la sortie de l'album, la chanson a été publiée en single. C'était le troisième single de cet album, après Sometimes sorti le 6 octobre 1986 et It Doesn't Have to Be sorti le 16 février 1987.
Le single a débuté à la 23e place du classement des ventes de singles britannique dans la semaine du 24 au 30 mai 1987 et a atteint sa meilleure position à la 7e place la semaine suivante (celle du 31 mai au 6 juin).